# Abbazia di Maguzzano
L'abbazia di Maguzzano è un'importante abbazia benedettina  sita nella frazione di Maguzzano, comune di Lonato del Garda in provincia di Brescia. Del complesso fa parte la chiesa di Santa Maria Assunta.

## Storia e descrizione
L'abbazia venne fondata dai monaci benedettini nel IX secolo sopra un complesso sorto in epoca longobarda. Situata nei pressi di una strada romana, l'abbazia venne distrutta dagli Ungari nel 922 e ricostruita intorno all'anno 1000. Ulteriori interventi architettonici si registrarono nel 1145.
Una seconda distruzione avvenne nel 1438 per mano delle truppe viscontee. Il progetto per una nuova ricostruzione dell'abbazia iniziato nel 1491, anno in cui il complesso passò sotto la giurisdizione dell'Abbazia di San Benedetto in Polirone di San Benedetto Po. L'anno seguente, l'abbazia di Maguzzano fu riedificata. I lavori comportarono la realizzazione del chiostro che, tuttora, trova posto a fianco dell'unica navata della chiesa rinascimentale.
Nel 1797 il monastero venne soppresso su disposizione dei decreti napoleonici risalenti all'anno precedente. Passata dapprima in mano a privati e, successivamente, affidata a una comunità di trappisti, l'abbazia ospita attualmente una comunità dei Poveri Servi della Divina Provvidenza di don Calabria.